# 소크

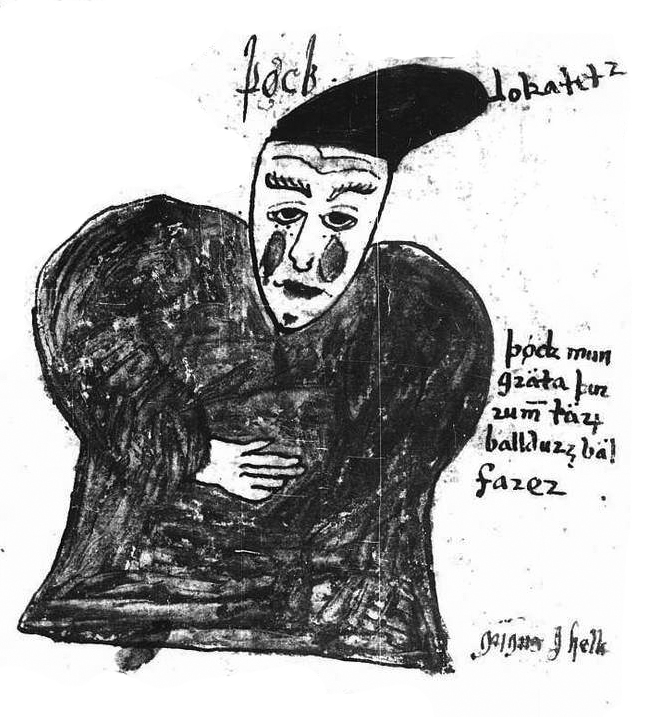
17세기 아이슬란드 필사본의 소크.

소크(고대 노르드어: Þǫkk→감사(thank))는 노르드 신화에 나오는 요툰이다. 발드르가 죽었을 때 그를 위해 울기를 거부해서 발드르가 계속 헬에 남아있게 만들었다.
발드르가 죽자 헤르모드가 헬로 간다. 헬의 지배자 헬은 세상의 모두가 발드르를 위해 울어준다면 그를 돌려보내겠다고 한다. 그래서 에시르는 세상 곳곳으로 전령을 보내 발드르를 위해 울어주기를 부탁한다. 그러나
“바로 그때, 전령들이 자기들의 일을 잘 마치고 집으로 돌아가닥, 어느 동굴 속에 여자 거인이 앉아 있는 것을 보았다. 그 여자는 스스로 소크라 했다. 그들은 그에게 발드르가 헬에서 나올 수 있도록 울어 주기를 부탁했는데, 그가 답하길,

소크는 흘리리라
발드르의 불행에 대해
물 없는 눈물을.
죽었거나 살았거나,
나는 그 잡놈의 아들을 사랑하지 않으니,
헬이 가진 것을 그대로 갖고 있게 하라!

—Gylfaginning (49), Brodeur's translation

## 같이 보기
- 발홀
- 헬
- 헬헤임